# Conor Hazard
Conor Hazard (* 5. März 1998 in Downpatrick) ist ein nordirischer Fußballtorhüter, der bei Plymouth Argyle unter Vertrag steht.

## Karriere

### Verein
Conor Hazard begann seine Karriere in der Jugend des FC Cliftonville in Nordirland. Bis zu seinem vierzehnten Lebensjahr war er als Feldspieler aktiv. Im Juli 2014 wechselte der nunmehr als Torhüter spielende Hazard in die Jugendakademie von Celtic Glasgow. Für Celtic spielte er von der U-17 bis U-20 und war dabei unter anderem in der UEFA Youth League im Einsatz. In den Spielzeiten 2016/17 und 2017/18 stand er hinter Craig Gordon, Dorus de Vries, Scott Bain und Logan Bailly in der Torhüterhierarchie. Im September 2017 verlängerte er seinen Vertrag in Glasgow um vier Jahre. Von Januar bis Juni 2018 war er an den schottischen Zweitligisten FC Falkirk verliehen. Für diesen absolvierte er elf Spiele in der Championship. Im Januar 2019 folgte zunächst eine Leihe zu Partick Thistle und später zum FC Dundee.
Im Januar 2022 verlieh Celtic Hazard bis Jahresende an den HJK Helsinki nach Finnland, mit dem er daraufhin unter anderem in der Gruppenphase der UEFA Europa League spielte und im Herbst 2022 finnischer Meister wurde. Danach kehrte er zurück nach Glasgow.

### Nationalmannschaft
Conor Hazard spielte von 2013 bis 2016 in den Juniorenmannschaften von Nordirland in der U-16, 
U-17 und U-19. Am 3. Juni 2018 gab Hazard sein Länderspieldebüt für die Nordirische Fußballnationalmannschaft gegen Costa Rica im Estadio Nacional, als er für Trevor Carson eingewechselt wurde.